# Prix Raymond-de-Boyer-de-Sainte-Suzanne
Le prix Raymond-de-Boyer-de-Sainte-Suzanne, de la fondation du même nom, est un prix de l'Académie française biennal de littérature et de philosophie créé en 1990 et « destiné à l’auteur d’un ouvrage de philosophie ou de pensée religieuse contemporaine ».

## Liste des lauréats

### Années 1990
- 1991 : R.P. Pierre Bigo (1906-1997) pour Débat dans l'Église, Théologie de la libération
- 1993 : Pierre Magnard pour Le Dieu des philosophes
- 1995 : Abbé René Bissières pour l'ensemble de son œuvre
- 1998 : Anne Dufourmantelle pour La Vocation prophétique de la philosophie
- 1999 : Gaston Bordet (1933-....) pour La Grande Mission de Besançon : une fête contre-révolutionnaire, néo-baroque ou ordinaire ?

### Années 2000
- 2001 : Chantal Delsol pour Éloge de la singularité : essai sur la modernité tardive
- 2006 : Jean-Marie Salamito pour Les Virtuoses et la multitude : aspects sociaux de la controverse entre Augustin et les Pélagiens
- 2008 : Jean-Robert Armogathe pour La Nature du monde : science nouvelle et exégèse au XVIIe siècle

### Années 2010
- 2010 : M. Dominique Weber (1972-....) pour Hobbes et le corps de Dieu
- 2012 : Jacques Bouveresse pour Que peut-on faire de la religion ?
- 2014 : Bruno Latour pour Jubiler ou Les tourments de la parole religieuse
- 2016 : Thierry-Dominique Humbrecht pour Éloge de l’action politique
- 2018 : Mgr Christophe J. Kruijen (1970-....) pour Peut-on espérer un salut universel ? : étude critique d’une opinion théologique contemporaine concernant la damnation

### Années 2020
- 2020 : Christophe Jaffrelot pour L'Inde de Modi : national-populisme et démocratie ethnique
- 2022 : Emmanuel Cattin pour La Venue de la vérité : phénoménologie de l'esprit selon Jean
- 2024 : Bruno Karsenti pour La place de Dieu : Religion et politique chez les modernes